# Marie Martinod
Marie Martinod (* 20. Juli 1984 in Bourg-Saint-Maurice) ist eine französische Freestyle-Skierin. Sie startet in der Disziplin Halfpipe.

## Werdegang
Martinod startete erstmals im Freestyle-Skiing-Weltcup zu Beginn der Saison 2003/04 in Saas-Fee, welches sie gewann. Im weiteren Saisonverlauf gewann sie auch die Weltcuprennen in Les Contamines und in Bardonecchia und erreichte damit den zweiten Platz im Gesamtweltcup den ersten Rang im Halfpipe-Weltcup. 2003 und 2004 siegte sie bei den US Open. Bei den Winter-X-Games 2006 in Aspen holte sie die Bronzemedaille. Nach einer mehrjährigen Pause startete sie in der Saison 2011/12 wieder bei Halfpipe-Wettbewerben. Dabei siegte sie im Februar 2012 bei der SFR Freeski Tour in La Plagne. Bei den Freestyle-Skiing-Weltmeisterschaften 2013 in Oslo belegte sie den fünften Rang. Im März 2013 gewann sie bei den Winter-X-Games-Europe in Tignes die Goldmedaille. Zu Beginn der Olympiasaison 2013/14 kam sie beim Weltcup in Copper Mountain auf den dritten Platz. Im Januar 2014 holte sie bei den Winter-X-Games die Bronzemedaille und belegte beim US Grand Prix in Park City den zweiten Platz. Bei den folgenden Olympischen Winterspielen 2014 in Sotschi gewann sie im erstmals ausgetragenen Halfpipe-Wettbewerb mit 85,4 Punkten die Silbermedaille. Im März 2014 siegte sie bei der SFR Freeski Tour in Tignes. In der Saison 2015/16 belegte sie bei den X-Games Oslo 2016 den vierten Platz und jeweils den dritten Platz beim U.S. Grand Prix und Weltcup in Park City und bei der SFR Freestyle Tour und zugleich Weltcup in Tignes. Nachdem sie bei der U.S. Revolution Tour in Copper Mountain und beim U.S. Grand Prix und zugleich Weltcup in Copper Mountain  siegte, holte bei den Winter-X-Games 2017 in Aspen die Goldmedaille in der Superpipe. Im Februar 2017 gewann sie die Weltcups in Mammoth und in Pyeongchang. Im folgenden Monat wurde sie beim Weltcup in Tignes Dritte und gewann bei den Freestyle-Skiing-Weltmeisterschaften in Sierra Nevada die Silbermedaille. Die Saison beendete sie auf dem vierten Platz im Gesamtweltcup und auf dem ersten Rang im Halfpipe-Weltcup.
In der Saison 2017/18 siegte Martinod beim Weltcup in Copper Mountain und belegte in Tignes den zweiten Platz und in Cardrona den dritten Platz und erreichte damit den 19. Platz im Gesamtweltcup und den fünften Rang im Halfpipe-Weltcup. Im Januar 2018 wurde sie bei den Winter-X-Games in Aspen Vierte. Bei den Olympischen Winterspielen 2018 in Pyeongchang gewann sie die Silbermedaille in der Halfpipe.